# Хорватсько-шведські відносини

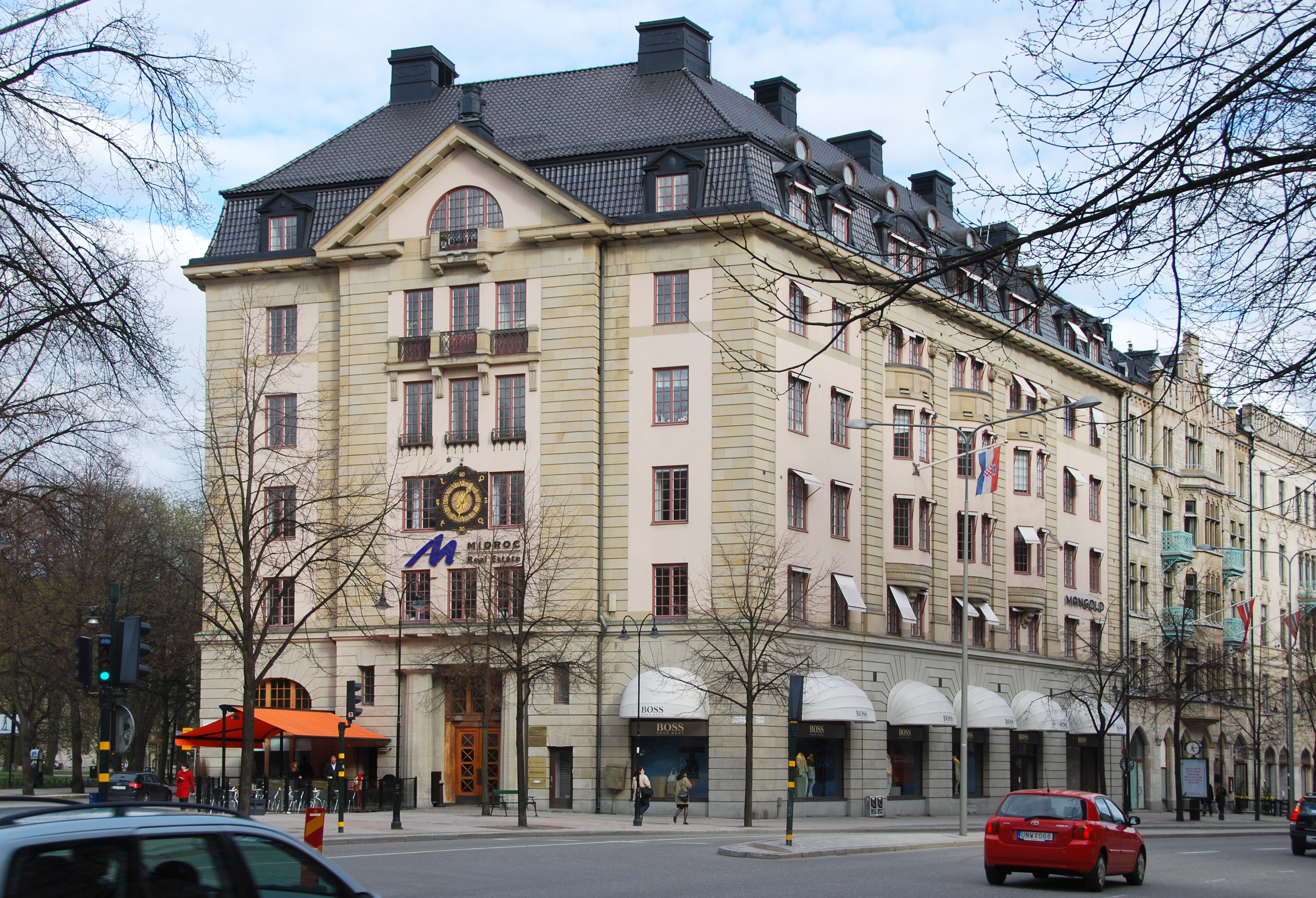
Будівля Посольства Хорватії в Стокгольмі

Хорватсько-шведські відносини (хорв. Hrvatsko-švedski odnosi, швед. Relationer mellan Kroatien och Sverige) — історичні і поточні двосторонні відносини між Хорватією та Швецією.
Політичні взаємини між цими країнами описуються як добрі. Обидві держави є членами Європейського Союзу, а до вступу Хорватії в ЄС у 2013 Швеція була завзятим прихильником членства Хорватії.

## Історія
Офіційні двосторонні відносини розпочалися 29 січня 1992 р. Історичні, економічні та культурні зв'язки між Хорватією та Швецією давніші. 

## Політичні та дипломатичні відносини

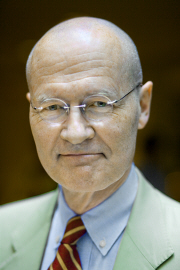
Посол Швеції в Хорватії у 2006–2008 рр. Ларс Фреден

### Дипломатичні місії
Швеція має посольство в Загребі та почесні консульства в Рієці і Спліті. Посольство Швеції в Хорватії було відкрито 29 січня 1992 і було одним із перших п'ятьох посольств, створених у новій незалежній Хорватії.
Хорватія має посольство у Стокгольмі, відкрите 1993 року, та два консульства у Гетеборзі і Мальме, створені 2014 року.

### Політичні відносини
25 червня 1991 Хорватія проголосила самостійність і незалежність від федеративної держави — Соціалістичної Федеративної Республіки Югославія, частиною якої країна була у 1918—1991 роках. 16 січня 1992 року Швеція була 36-ю країною світу, яка визнала хорватську незалежність. 29 січня того ж року між країнами офіційно встановилися дипломатичні відносини.
У політичному та економічному плані Швеція підтримувала прагнення Хорватії до членства в Євросоюзі, куди остання вступила в 2013 році. Шляхом двосторонньої співпраці в цілях сприяння розвитку Швеція у 1993—2009 рр. виділила на підтримку хорватських реформаторських зусиль та інтеграцію в ЄС приблизно 450 млн крон.
У липні 2022 року Хорватія повністю ратифікувала заяву Швеції на членство в НАТО.

### Офіційний візит
- На запрошення тодішнього президента Хорватії Іво Йосиповича та його дружини Тетяни Йосипович 16-18 квітня 2013 року Хорватію з офіційним державним візитом відвідав шведський король Карл XVI Густав та королева Сільвія.[4]

## Економічні відносини

### Торгівля
Обсяг торгівлі між Хорватією та Швецією порівняно невеликий. Хорватський експорт у Швецію становив у 2013 році до 0,48 млрд. Шведський експорт у Хорватію за той самий період досяг 1 млрд шведських крон. Із 1993 по першу чверть 2016 р. Швеція впевнено посідала 12-те місце за обсягом іноземних інвестицій у Хорватії. Хорватія найчастіше експортує у Швецію електротехніку та запчастини до неї, меблі і шпон та будматеріали. Експорт Швеції в Хорватію складається переважно з телекомунікаційного обладнання, ліків, паперу, риби, легкових автомобілів тощо.

### Компанії
Кількість шведських компаній у Хорватії становить трохи більш ніж шістдесят. Їх можна розділити на дві групи: хорватські фірми, які повністю або частково належать шведським компаніям, і хорватські підприємства, що представляють шведські компанії. У серпні 2014 року шведський меблевий дім «Ikea» відкрив супермаркет у Загребі. Це був перший супермаркет компанії «Ikea» у Хорватії та колишній Югославії. Серед великих шведських (або частково шведських) компаній, які працюють у Хорватії, ABB, Electrolux, Ericsson, Volvo, Scania, H&M, Husqvarna, Tele2 і Tetra Pak.

### Туризм
З-поміж скандинавських країн Швеція веде перед за кількістю своїх громадян, які побували в Хорватії, і  ця статистика має стійку тенденцію до постійного щорічного зростання. У 2011 кількість шведських туристів у Хорватії була 122 454 осіб . 2014 року в Хорватію завітали 192 113 гостей зі Швеції. Наступного року (2015 рік) країну відвідали 203 660 туристів зі Швеції.

## Культурні зв'язки

### Національні меншини
Перша значна хвиля еміграції хорватів у Швецію відбулася у 1950—1960 рр., великою мірою за рахунок політичних та економічних біженців. Точне число емігрантів невідоме, бо деякі з них належали до югославських земляцтв, а деякі — до хорватських, які не контролювала югославська влада. Чимало хорватів оселилося навколо міста Мальме. Хорватський емігрант і революціонер Міро Барешич під час скоєного ним замаху в 1971 році серйозно поранив югославського посла у Швеції Владимира Роловича, який загинув через 8 днів.
Хорвати в Швеції традиційно добре організовані, не в останню чергу і завдяки роботі хорватської католицької місії в Швеції. Вони об’єднані у понад 30 товариств, які входять у Союз хорватських товариств Швеції;  також добре налагоджено співпрацю з іншими хорватськими земляцтвами в Скандинавії. На кафедрі слов'янських мов відділення сучасних мов філологічного факультету Упсальського університету, зокрема, викладається і хорватська мова та література.
За даними Центрального статистичного бюро Швеції, у країні в 2015 році проживало приблизно 8 500 осіб, які народилися в Хорватії. За оцінками, у Швеції налічується близько 30-35 тисяч жителів хорватського або частково хорватського походження. Більшість громадян із хорватським корінням чи походженням, які проживають у Швеції, є особами або дітьми тих, хто прибув у Швецію в 1960-х і 1970-х роках із тогочасної Югославії у пошуках праці. 
Кількість шведів, які проживають у Хорватії, оцінюється менш ніж у 100 осіб.

## Цікавинки
- У Загребі діє Хорватсько-шведське товариство.
- Однією із перших задокументованих осіб хорватського походження у Швеції був син Ніколи IV Франкопана Іван VI Франкопан[12] з відомої хорватської династії Франкопанів, який під іменем Юхан Вале (швед. Johan Vale) служив намісником короля Еріка Померанського.
- Згідно з однією з теорій, хорвати, які брали участь у Тридцятилітній війні, вбили шведського короля Густава чотирисічним мечем, який був характерним лише для хорватських легких кіннотників.
- Хорватський письменник Юніє Палмотич присвятив шведській королеві Христині свій епос «Kristijada».[13] У Скандинавії у ХХ столітті Швеція була найбільш дружньою до хорватів.
- У Мальме народився футболіст Златан Ібрагімович, мати якого — хорватка з-під Шкабрні.[14]
- Серед шведських спортсменів хорватського походження футболіст Тедді Лучич і хокеїст Петер Попович.